# Цыганская любовь (телесериал)
Цыганская любовь (исп. Amor gitano) — мексиканская 55-серийная историческая мелодрама 1999 года производства Televisa.

## Сюжет
XIX век. Родольфо, мерзкий повелитель хочет испортить свадьбу крестьян, но приход благородного Ренсо Китано нарушает его злой умысел, вскоре после этого Ренсо Китано защищает другую жертву Конде де Фарнесио. Родольфо обвиняет Ренсо в преступлении, которого он не совершал и его ссылают на остров проклятых. Родольфо вновь испортил вторую свадьбу крестьян, из-за чего Адриана теряет сознание и после пробуждения у неё появилась амнезия. Родольфо воспользовавшись этим моментом, женится на Адриане и становится графом.

## Создатели телесериала

### В ролях
Мариана Сеоане (Mariana Seoane)
… Adriana
Маурисио Ислас (Mauricio Islas)
… Renzo
Алехандро Камачо (Alejandro Camacho)
… Rodolfo Farnesio
Роберто Паласуэлос (Roberto Palazuelos)
… Claudio
Мария Тереса Ривас (María Teresa Rivas)
… Aya
Мария Рубио (María Rubio)
… Isolda
Мануэль Охеда (Manuel Ojeda)
… Pedro
Ракель Ольмедо (Raquel Olmedo)
… Manina
Эктор Гомес (Héctor Gómez)
… Bernal
Альберто Эстрелья (Alberto Estrella)
… Jonás
Майя Мишальска (Maya Mishalska)
… Astrid
Хуан Карлос Коломбо (Juan Carlos Colombo)
… Martín
Mario Prudomme
… Renán
Умберто Яньес (Humberto Yáñez)
… Danilo
Рубен Серда (Rubén Cerda)
… Quintín
Котан (Khotan Fernandez)
… Humberto de Astolfi
Сусана Гонсалес (Susana González)
… Zokka
Алек Фон Бэрген (Alec Von Bargen)
… Dino
Адриана Акоста (Adriana Acosta)
… Cleopatra
Энрике Борха Баэна (Enrique Borja Baena)
Чао (Chao)
Андреа Гарсия (Andrea García)
… Lucrecia
Алехандра Джурадо (Alejandra Jurado)
Анна Лаевская (Anna Layevska)
… Maria
Валентино Ланус (Valentino Lanus)
… Patricio
Ядира Сантана (Yadira Santana)
Шерлин (Sherlyn)
Рафаэль Басан (Rafael Bazán)
Эктор Санчез (Héctor Sánchez)
Наилея Норвинд (Nailea Norvind)
… Isa
Херардо Альбарран (Gerardo Albarrán)
… Bernardo
Омар Айала (Omar Ayala)
… Luchador
Эдуардо Касерес (Eduardo Cáceres)
Иван Бронштейн (Iván Bronstein)
Карла Альбарран (Karla Albarrán)
Лиссет Араиса (Lissete Araiza)
Алехандро Авила (Alejandro Ávila)
Хесус Бетансос (Jesús Betanzos)
Miguel A. Cardiel
Nayeli Dainzú
Шэрон Деметрио (Sharon Demetrio)
Эдуардо Глисон (Eduardo Gleason)
Лиз Галлегос (Liz Gallegos)
Хьюго Гутиеррез (Hugo Gutiérrez)
Эдуардо Идуньяте (Eduardo Iduñate)
Илеана Исагирре (Ileana Izaguirre)
Эдгар Мартин (Edgar Martín)
Роберто Меса (Roberto Meza)
Seraly Morales
Иван Франциско Муньос (Iván Francisco Muñoz)
Gerardo Obaya
Рольф Петерсен (Rolf Petersen)
Кларисса Рендон (Clarissa Rendón)
Элизабет Рико (Elizabeth Rico)
Роси Сафонт (Rosy Safont)
Рубен Сантана (Rubén Santana)
Ариадна Тревиньо (Ariadna Treviño)
Ванни (Vanny)
Таня Васкез (Tania Vázquez)
Хуан Давид (Juan David)

## Административная группа

### Либретто
- оригинальный текст — Ольга Руилопес.
- адаптация, сценарий и телевизионная версия — Катя Эстрада, Мария Эухения Сервантес, Катя Родригес.

### Режиссура
- режиссёр-постановщик — Педро Дамиан

### Монтажная и операторская работа
- монтажёры-постановщики — Клаудия Гонсалес, Сусана Валенсия.
- оператор-постановщик — Карлос Санчес Росс.

### Музыка
- композитор — Хорхе Авенданьо.
- вокал — Карлос Энрике Иглесиас.
- музыкальная тема заставки — Amor gitano.

### Художественная часть
- художники-постановщики — Элой Гануса, Луис Пардо, Рафаэль Брисуэла, Антонио Мартинес, Мирса Пас.
- художники по костюмам — Мириам Геррейро, Мэйбл Павес.

### Администраторы
- Ассоциированный продюсер — Георгина Кастро Руис.
- Исполнительный продюсер —  Педро Дамиан.

## Награды и премии

### TVyNovelas
Телесериал был номинирован три раза, из которых две номинации стали выигрышными:
- Лучшая режиссура и продюсерская работа — Педро Дамиан и Георгина Кастро Руис.
- Лучшая художественная работа — Мирса Пас.

## Показ вРФ
На русский язык телесериал был дублирован в 2003 году. Телесериал транслировался с сентября по декабрь 2003 года на телеканале ТВЦ.

## Отзывы актёров о телесериале
- Анна Лаевская считает роль Марии самой лучшей ролью в её карьере, ибо очень здорово очутиться в атмосфере XIX века[1].